# Hans Pflügler
Johannes Christian Pflügler detto Hansi o Hans (Frisinga, 27 marzo 1960) è un ex calciatore tedesco.

## Carriera

### Club
Pflügler ha disputato 277 partite e segnato 36 gol in Bundesliga sempre con la maglia del Bayern Monaco. Ha militato nei bavaresi dal 1981 al 1992 per poi ritornarvi dopo un periodo di inattività, nella stagione 1994-1995, nella quale disputò una sola partita. Dopo un altro periodo di inattività giocò in Regionalliga Sud nella stagione 2001-2002 con il Bayern Monaco II, la squadra riserve del Bayern Monaco.

### Nazionale
Pflügler con la Nazionale tedesca occidentale ha giocato 11 partite e ha vinto i Mondiali 1990, durante i quali ha disputato una sola parita, Germania Ovest-Colombia 1-1, durante la fase a gironi.

## Palmarès

### Club
- Coppa di Germania: 3

Bayern Monaco: 1981-1982, 1983-1984, 1985-1986
- Supercoppa di Germania: 2

Bayern Monaco: 1987, 1990
- Campionato tedesco: 5

Bayern Monaco: 1984-1985, 1985-1986, 1986-1987, 1988-1989, 1989-1990

### Nazionale
- Campionato mondiale: 1

1990